# Freyming-Merlebach
Freyming-Merlebach (Duits: Freimingen-Merlenbach) is een stadje en gemeente in het Franse departement Moselle in de regio Grand Est. De plaats maakt deel uit van het arrondissement Forbach-Boulay-Moselle. De gemeente telde 13.069 inwoners op 1 januari 2022.

## Geografie
De oppervlakte van Freyming-Merlebach bedroeg op 1 januari 2022 9,06 vierkante kilometer; de bevolkingsdichtheid was toen 1.442,5 inwoners per km².

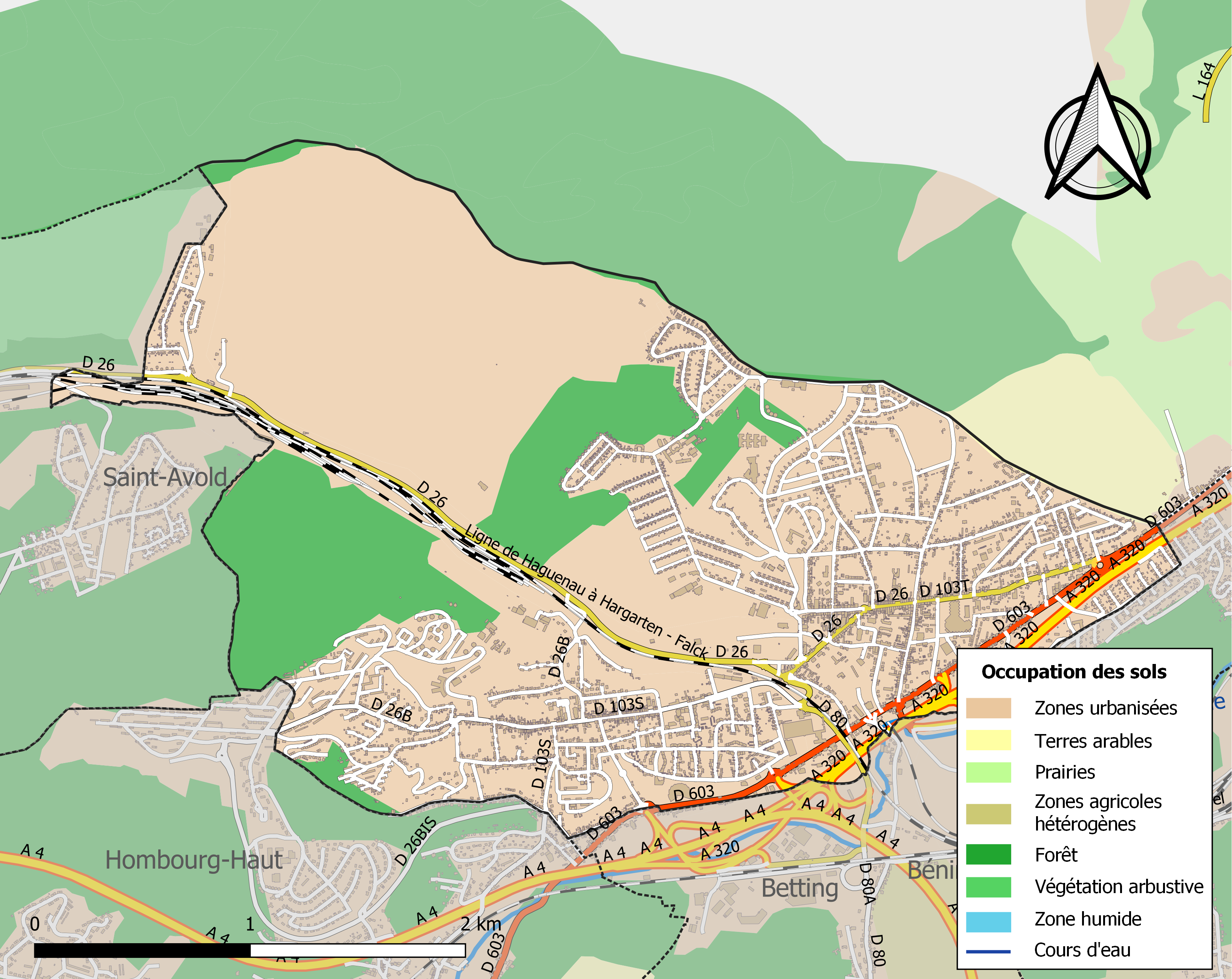
Kaart van de gemeente met de belangrijkste infrastructuur, bodemgebruik en omliggende gemeenten

## Demografie
Onderstaande figuur toont het verloop van het inwonertal (bron: INSEE-tellingen).